# Aeroportul Nuku Hiva
Aeroportul Nuku Hiva (IATA: NHV, ICAO: NTMD) este un aeroport din Nuku-Hiva⁠(d), Polinezia Franceză, Franța ce deservește zona Taiohae⁠(d). Aeroportul a fost tranzitat în 2022 de 45.857 de pasageri.
Situat la o altitudine de 68 m, aeroportul dispune de o singură pistă.